# La Proposition (Leyster)
Pour les articles homonymes, voir La Proposition.
La Proposition ou Homme proposant de l'argent à une jeune femme est une peinture à l'huile sur panneau réalisée en 1631 par la peintre néerlandaise Judith Leyster. Conservée à la Mauritshuis, à La Haye, cette scène de genre représente un homme offrant des pièces de monnaie à une jeune femme occupée à coudre à la lumière d'une bougie,.
Ce tableau est considéré comme une œuvre potentiellement féministe.
Il s'agit d'une œuvre de jeunesse de Judith Leyster, qui avait 22 ans en 1631.

## Description
Une femme est en train de coudre à la lueur d'une bougie, tandis qu'un homme se penche sur elle et lui touche l'épaule droite avec sa main gauche. Il lui offre des pièces de monnaie dans sa main droite, mais elle semble ignorer l'offre et se concentre intensément sur sa couture,,.
Les tons sombres des vêtements de l'homme, ainsi que son ombre projetée derrière lui et sur son visage par la lumière de la bougie, lui donnent une apparence menaçante. En revanche, la femme est éclairée de plein fouet par la lueur de la bougie ; elle porte un chemisier blanc.

## Analyse
La peinture de Judith Leyster montre les larges coups de pinceau qu'elle a peut-être appris de son compatriote Frans Hals. L’influence de l'école caravagesque d'Utrecht est également visible dans le jeu d’ombre et de lumière autour de la lampe. Des recherches menées par le Mauritshuis à l'aide d'une caméra thermique ont révélé qu'elle avait initialement placé la main de l'homme sur le cou de la femme.

## Interprétations

### Contraste avec les œuvres contemporaines
Meg Lota Brown, professeur d'anglais à l'université de l'Arizona, et Kari Boyd McBride, professeur d'études des femmes à la même université, considèrent La Proposition comme « l'une des œuvres les plus intrigantes [de Leyster] au cours de sa période de plus grande production artistique ». Marianne Berardi, historienne de l'art spécialisée dans l'âge d'or de la peinture néerlandaise, déclare qu'il s'agit « peut-être de sa peinture la plus remarquable ».

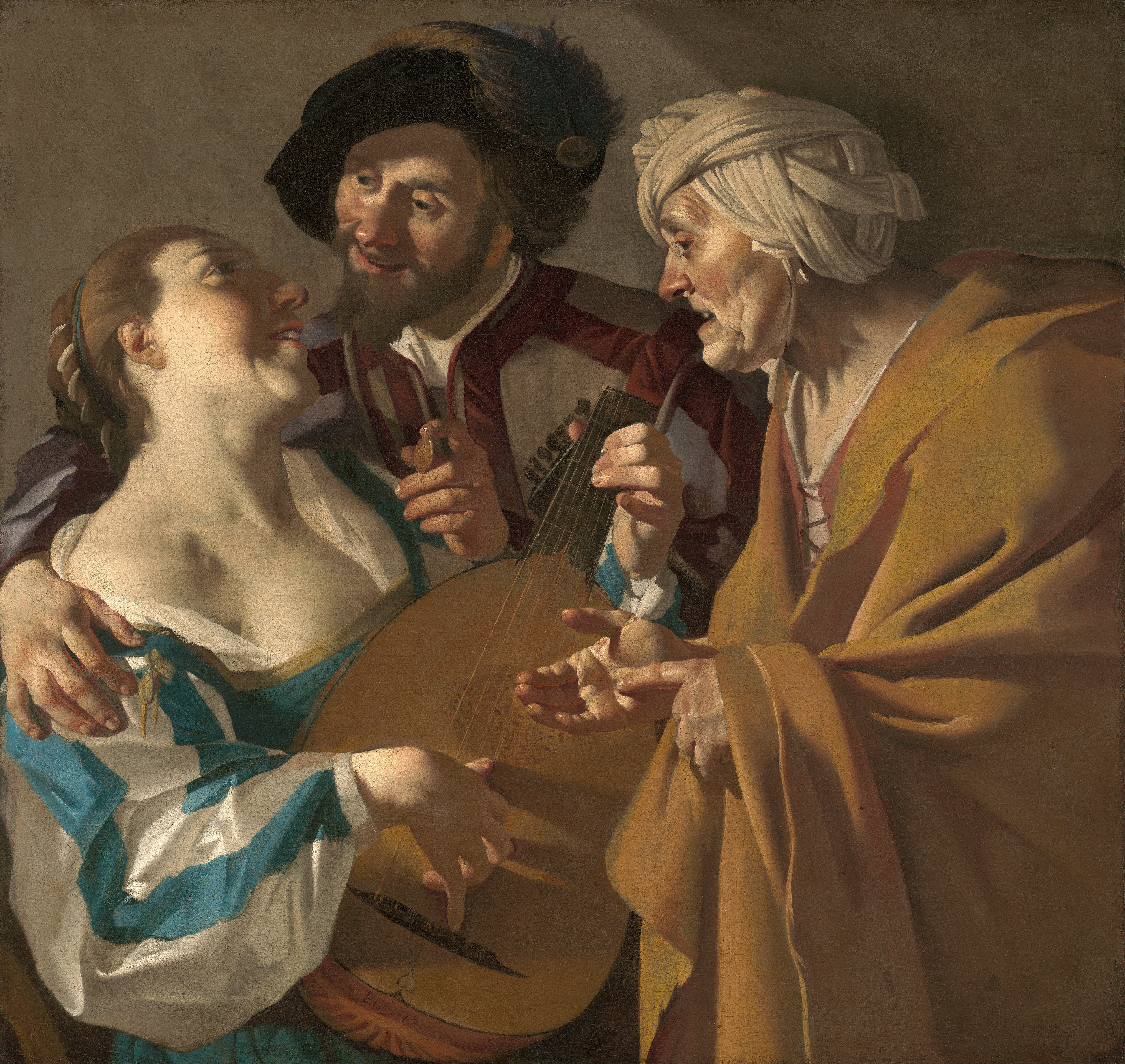
Dirck van Baburen, L'Entremetteuse, 1622, musée des Beaux-Arts (Boston).

La caractéristique la plus distinctive de l'oeuvre est sa différence par rapport aux autres peintures contemporaines hollandaises et flamandes de « propositions sexuelles », dont beaucoup appartiennent au genre de la « joyeuse compagnie ». La convention du genre, courante à l'époque, voulait que les personnages soient obscènes et clairement intéressés par le sexe contre de l'argent. La tenue était provocante, les expressions faciales suggestives et parfois il y avait une troisième figure, celle d'une femme plus âgée jouant le rôle d'entremetteuse,, comme dans L'Entremetteuse de Dirck van Baburen, un exemple du genre.
Dans La Proposition, la femme n’est pas représentée de manière provocatrice, mais comme une femme au foyer ordinaire, engagée dans une simple tâche domestique quotidienne. Elle n'est pas habillée de manière provocante. Elle ne montre pas sa poitrine, au contraire, son chemisier la couvre jusqu'au cou. Aucune cheville n'est visible, et elle ne montre aucun intérêt pour le sexe ni même pour l'homme. La littérature néerlandaise contemporaine a déclaré que le type d'activité dans laquelle elle se livre est le comportement approprié pour les femmes vertueuses dans leurs moments d'oisiveté. Kirstin Olsen affirme que les critiques d'art masculins « ont tellement raté le but » que la femme, contrairement à d'autres œuvres, n'accueille pas favorablement la proposition de l'homme et qu'ils auraient nommé par erreur le tableau L'Offre alléchante.
Le chauffe-pieds, dont les charbon ardents sont visibles sous l'ourlet de la jupe de la femme, est un code pictural de l'époque, qui indique son statut matrimonial : un chauffe-pieds entièrement placé sous la jupe indique une femme mariée, qui n'est pas disponible, comme dans La Proposition ; un chauffe-pieds dépassant à moitié de sous la jupe, avec le pied de la femme visible dessus, indique une personne qui pourrait être réceptive à un prétendant masculin ; et un chauffe-pieds qui n'est pas du tout placé sous la femme et vide de charbons indique une femme célibataire. Ce code peut également être observé dans La Laitière de Johannes Vermeer et La Jeune Mère de Gérard Dou.

### Réinterprétation féministe
La réinterprétation féministe du tableau trouve son origine en grande partie dans le travail de Frima Fox Hofrichter, qui a tenté en 1975 d'affirmer une différence entre la peinture de Leyster et d'autres du genre, et qu'elle avait servi de précédent à d'autres artistes ultérieurs, tels que Gabriel Metsu dans sa Femme offrant un verre de vin à un homme,. Selon Hofrichter, la femme dans La Proposition est une « victime embarrassée » présentée de manière sympathique et positive.
La plupart des historiens de l'art considèrent que Hofrichter a une compréhension limitée de l'œuvre. Par exemple, Wayne Franits, professeur de beaux-arts à l'université de Syracuse, l'a critiquée, soulignant qu'une offre d'argent est un début de cour courant à l'époque, de sorte que le tableau pourrait représenter une simple tentative honnête de séduction. Il suggère que « l'activité de couture, sans équivoque saine de la femme, a fourni un précédent important pour les peintures de genre ultérieures représentant la vertu domestique ». Un certain nombre de scènes de genre ultérieures restent de la même manière ambiguës, notamment Conversation galante (ou La Remontrance paternelle) de 1654 environ de Gerard ter Borch et Le Cadeau du chasseur de Metsu (toutes deux au Rijksmuseum Amsterdam.

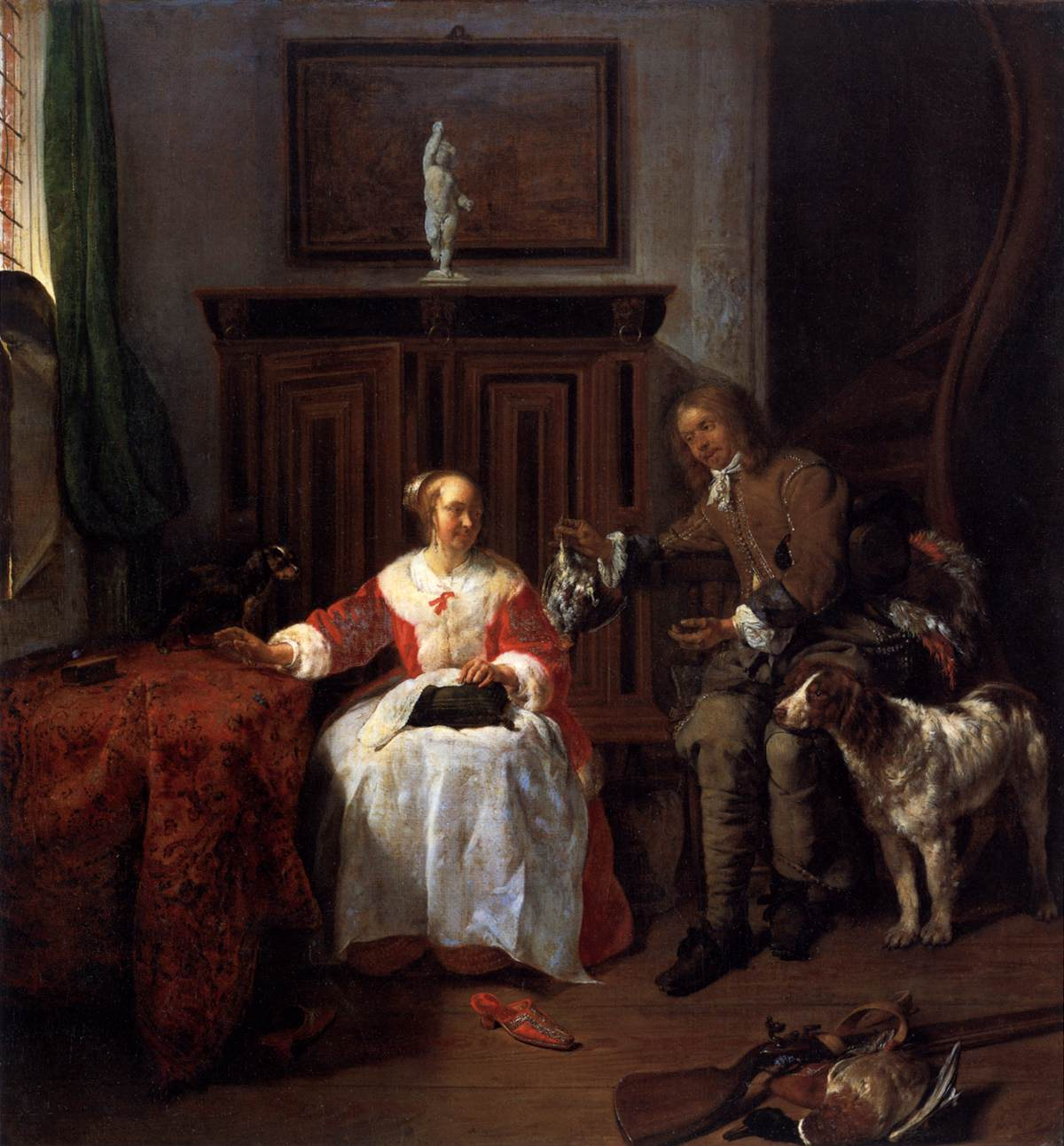
Gabriel Metsu, Le Cadeau du chasseur, vers 1650-1660, Rijksmuseum Amsterdam
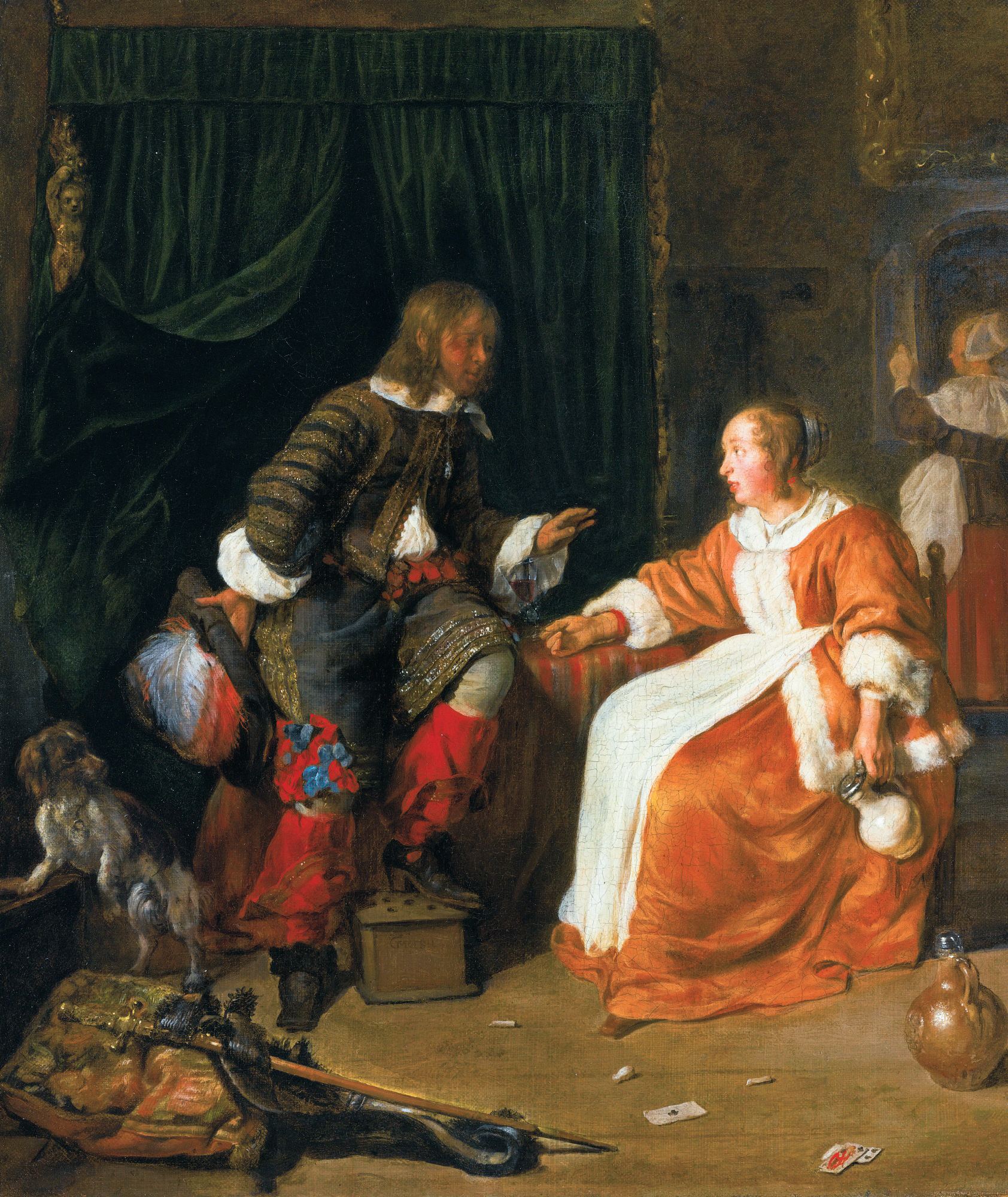
Gabriel Metsu, Femme offrant un verre de vin à un homme, vers 1654, collection particulière
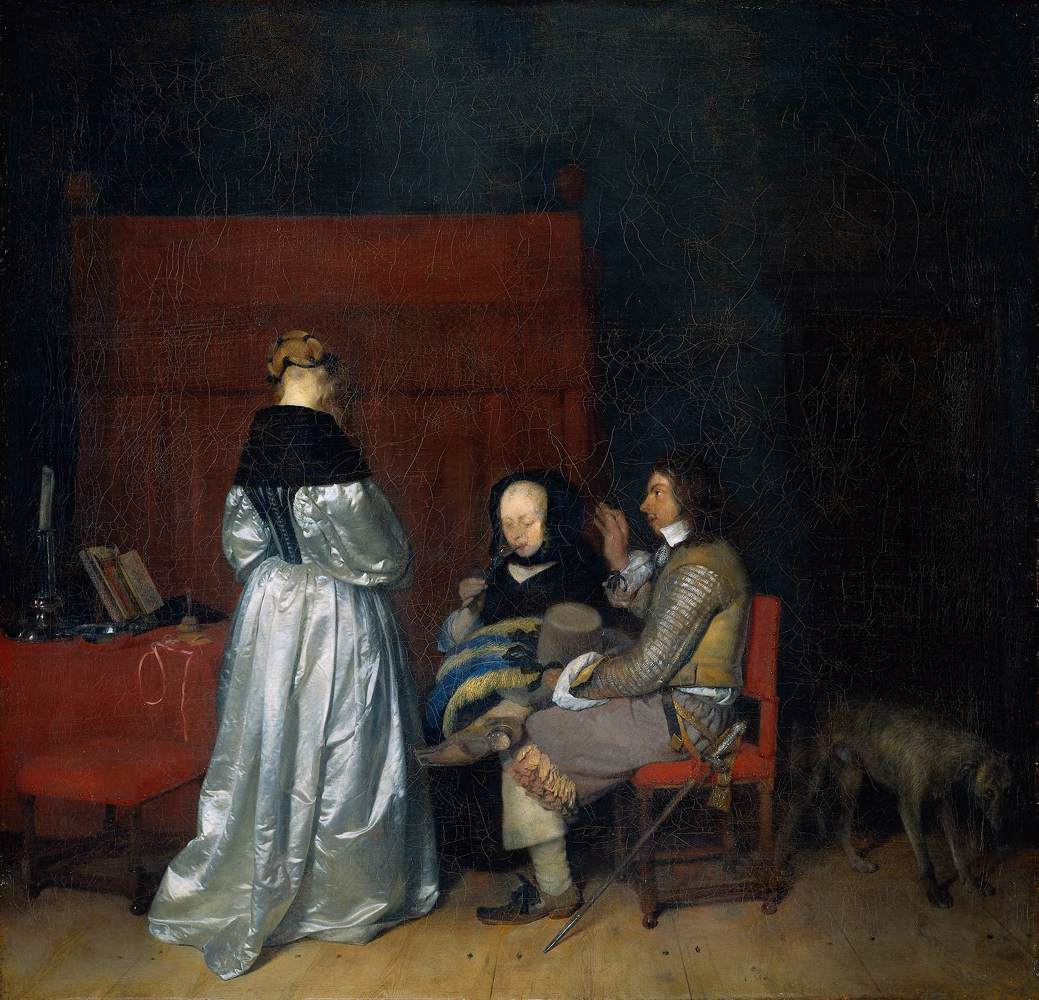
Gerard ter Borch, Conversation galante (ou La Remontrance paternelle), vers 1653-1655, Rijksmuseum Amsterdam

## Postérité
La nouvelle de 1997 intitulée La Proposition dans The Collected Stories d'Amanda Cross, a la peinture comme élément de l'intrigue, tout comme le roman Lost Diaries of Frans Hals de Michael Kernan (1994) et le roman Intimacies de Katie Kitamura (2021).